# Дінара Мірзаєва
Дінара Мірзаєва (нар. 24 вересня 1982) — узбецька борчиня вільного стилю, срібна призерка чемпіонату Азії.

## Життєпис
Боротьбою почала займатися з 2002 року.
Виступала за борцівський клуб «Академін» Ташкент. Тренер — Анатолій Ібрагімов (з 2002).

## Спортивні результати на міжнародних змаганнях

### Виступи на Чемпіонатах світу
| Змагання                        | Збірна     | Вагова категорія          | Місце |
| ------------------------------- | ---------- | ------------------------- | ----- |
| Чемпіонат світу з боротьби 2005 | Узбекистан | жіноча боротьба, до 51 кг | 8     |
| Чемпіонат світу з боротьби 2006 | Узбекистан | жіноча боротьба, до 51 кг | 8     |
| Чемпіонат світу з боротьби 2007 | Узбекистан | жіноча боротьба, до 55 кг | 32    |
| Чемпіонат світу з боротьби 2008 | Узбекистан | жіноча боротьба, до 51 кг | 18    |

### Виступи на Чемпіонатах Азії
| Змагання                       | Збірна     | Вагова категорія          | Місце  |
| ------------------------------ | ---------- | ------------------------- | ------ |
| Чемпіонат Азії з боротьби 1999 | Узбекистан | жіноча боротьба, до 51 кг | 7      |
| Чемпіонат Азії з боротьби 2004 | Узбекистан | жіноча боротьба, до 51 кг | 4      |
| Чемпіонат Азії з боротьби 2005 | Узбекистан | жіноча боротьба, до 51 кг | Срібло |
| Чемпіонат Азії з боротьби 2006 | Узбекистан | жіноча боротьба, до 51 кг | 5      |
| Чемпіонат Азії з боротьби 2007 | Узбекистан | жіноча боротьба, до 55 кг | 9      |

### Виступи на Азійських іграх
| Змагання           | Збірна     | Вагова категорія          | Місце |
| ------------------ | ---------- | ------------------------- | ----- |
| Азійські ігри 2006 | Узбекистан | жіноча боротьба, до 48 кг | 10    |

### Виступи на інших змаганнях
| Змагання                                                        | Збірна     | Вагова категорія          | Місце |
| --------------------------------------------------------------- | ---------- | ------------------------- | ----- |
| Олімпійський кваліфікаційний турнір з боротьби 2004 (Мадрид)    | Узбекистан | жіноча боротьба, до 48 кг | 14    |
| Олімпійський кваліфікаційний турнір з боротьби 2008 (Хапаранда) | Узбекистан | жіноча боротьба, до 55 кг | 23    |